# Rogas vestitor
Rogas vestitor är en stekelart som först beskrevs av Thomas Say 1936.  Rogas vestitor ingår i släktet Rogas och familjen bracksteklar. Inga underarter finns listade i Catalogue of Life.